# Olive Hasbrouck
Pour les articles homonymes, voir Hasbrouck.
Olive Hasbrouck est une actrice américaine née le 23 janvier 1907 à Lewiston (Idaho) et morte le 1er janvier 1976 à La Jolla (Californie).

## Biographie
Olive Hasbrouck joua principalement dans des westerns de série B. Sa carrière s'arrêta avec l'avènement du cinéma parlant.

## Filmographie
- 1924 : Alone at Last de William Watson : Olive
- 1924 : Big Timber de William James Craft : Sally O'Hara
- 1924 : Financially Embarrassed de William Watson
- 1924 : Ridgeway of Montana de Clifford Smith : Aline Hanley
- 1924 : The Girl Hater de William Watson
- 1924 : The Little Savage de Ernst Laemmle
- 1924 : When Love Is Young de William Watson
- 1925 : A Free Ride de Slim Summerville
- 1925 : Dog Biscuits de W. Scott Darling
- 1925 : Heart Trouble de W. Scott Darling
- 1925 : Here's Your Hat de W. Scott Darling
- 1925 : Hidden Loot de Robert North Bradbury : Anna Jones
- 1925 : Ice Cold de W. Scott Darling
- 1925 : Locked Out de Dick Smith
- 1925 : Love My Dog de Zion Myers : Isobel
- 1925 : Nobody Wins de W. Scott Darling
- 1925 : Smoked Out de William Watson
- 1925 : The Call of Courage de Clifford Smith : June Hazelton
- 1925 : The Girl Problem de William Watson
- 1925 : The Wild West Wallop de Ernst Laemmle
- 1926 : A Regular Scout de David Kirkland : Olive Monroe
- 1926 : A Six Shootin' Romance de Clifford Smith : Donaldeen Travis
- 1926 : Rustlers' Ranch de Clifford Smith : Lois Shawn
- 1926 : Separated Sweethearts de Edgar Kennedy
- 1926 : The Border Sheriff de Robert North Bradbury : Joan Belden
- 1926 : The Cohens and Kellys de Harry A. Pollard : Nannie Cohen
- 1926 : The Ridin' Rascal de Clifford Smith : Phyllis Sanderson
- 1926 : The Social Triangle de Orville O. Dull
- 1926 : The Two-Gun Man de David Kirkland : Grace Stickley
- 1927 : In Again, out Again de Slim Summerville
- 1927 : Pals in Peril de Richard Thorpe : Mary Bassett
- 1927 : Ride 'Em High de Richard Thorpe : Betty Allen
- 1927 : Set Free d'Arthur Rosson : Holly Farrell
- 1927 : Tearin' Into Trouble de Richard Thorpe : Ruth Martin
- 1927 : The Fighting Three d'Albert S. Rogell : Jeanne D'Arcy
- 1927 : The Interferin' Gent de Richard Thorpe : Ann Douglas
- 1927 : The Obligin' Buckaroo de Richard Thorpe : Tess Cole
- 1927 : The Ridin' Rowdy de Richard Thorpe : Patricia Farris
- 1927 : The Shamrock and the Rose de Jack Nelson : Rosie Cohen
- 1927 : The Woman Who Did Not Care de Phil Rosen : Diana Payne
- 1927 : White Pebbles de Richard Thorpe : Bess Allison
- 1928 : Desperate Courage de Richard Thorpe : Ann Halliday
- 1928 : The Charge of the Gauchos de Albert Kelley : Mariana
- 1928 : The Cowboy Cavalier de Richard Thorpe : Cinderella Cindy
- 1928 : The Flyin' Cowboy de B. Reeves Eason : Connie Lamont
- 1929 : Clear the Decks de Joseph Henabery : Miss Bronson
- 1929 : Sitting Pretty de Harry J. Edwards
- 1929 : The Royal Rider de Harry J. Brown : Ruth Elliott